# Encampment River (North Platte River)
Der Encampment River ist ein etwa 72 km langer, linker Nebenfluss des North Platte Rivers in den US-Bundesstaaten Colorado und Wyoming.

## Verlauf
Der Encampment River entspringt unmittelbar an der kontinentalen Wasserscheide in den Encampment Meadows nordöstlich des Buck Mountain in der nördlichen Park Range im Jackson County in Colorado auf einer Höhe von etwa 2990 m, rund 25 km nordöstlich von Clark und 30 km westlich von Cowdrey. Von dort fließt er durch die Mount Zirkel Wilderness des Routt National Forest in nordnordwestliche Richtung und erreicht nach einigen Kilometern das Carbon County in Wyoming. In Wyoming wendet sich der Fluss nach Nordnordosten und fließt durch die Schluchten Box Canyon und Purgatory Gulch in den nördlichen Ausläufern der Sierra Madre Range. Zudem folgt der Encampment River Trail dem Oberlauf des Flusses. Bei Encampment verlässt der Fluss die Bergkette, passiert die Ortschaft sowie das benachbarte Riverside, unterquert den Wyoming Highway 230 und mäandriert durch das North Platte River Basin in nordöstliche Richtung. Auf seinen letzten Kilometern durchfließt der Encampment River den Rainbow Canyon und mündet rund 10 km nordöstlich von Riverside auf einer Höhe von 2121 m in den hier nach Norden fließenden North Platte River. Im unteren Flussverlauf des Encampment River zweigen mehrere Bewässerungskanäle ab.

## Hydrologie
Der Encampment River ist als Nebenfluss des North Platte Rivers Teil des Einzugsgebietes des Platte Rivers, der über Missouri und Mississippi in den Golf von Mexiko entwässert. Das Einzugsgebiet des Encampment River umfasst ein Gebiet von etwa 680 km² und grenzt an die Einzugsgebiete von Beaver Creek und Big Creek im Osten, Elk River im Süden sowie Middle Fork Little Snake River, North Fork Little Snake River und Cow Creek im Westen. Der mittlere Abfluss am Pegel oberhalb der Mündung beträgt 7,06 m³/s, die größten Abflüsse finden sich in den Monaten Mai und Juni. Damit ist der Encampment River der wasserreichste Nebenfluss des North Platte River. 

## Belege
1. 1 2 3 4  Encampment River. In: Geographic Names Information System. United States Geological Survey, United States Department of the Interior (englisch).
2. ↑  USGS 06625000 ENCAMPMENT RIVER AT MOUTH, NEAR ENCAMPMENT, WY. Abgerufen am 12. Januar 2025.